# Submarino U-229
El submarino alemán U-229 fue un submarino tipo VIIC de la Kriegsmarine de la Alemania nazi durante la Segunda Guerra Mundial .
El submarino se depositó el 3 de noviembre de 1941 en el astillero Friedrich Krupp Germaniawerft en Kiel dentro del astillero número 659, se botó el 20 de agosto de 1942 y se puso en servicio el 3 de octubre bajo el mando del Oberleutnant zur See Robert Schetelig. 
Después de entrenar con la 5.ª Flotilla de submarinos en Kiel, el U-229 fue transferido a la 6.ª Flotilla de submarinos que tenía su base en Saint-Nazaire, en la costa atlántica francesa, el 1 de marzo de 1943, para el servicio en la primera línea. En tres patrullas de guerra que realizó, el submarino hundió a dos buques mercantes, para un total de 8,352 toneladas de registro bruto (TRB) y dañó en otros 3,670 TRB 
Fue hundido por un buque de guerra británico el 22 de septiembre de 1943.

## Diseño
Los submarinos alemanes Tipo VIIC fueron precedidos por los submarinos más cortos Tipo VIIB. El U-228 tenía un desplazamiento de 769 toneladas (756,9 LT) cuando estaba en la superficie y 871 toneladas (857,2 LT) mientras estaba sumergido. Tenía una longitud total de 67,1 m (220' 1,70"), una eslora de casco presurizado de 50,5 m (165' 81/5"), una viga de 6,2 m (20' 4,10"), una altura de 9,6 m (31' 6"), y un calado de 4,74 m (15' 63/5") .
El submarino estaba propulsado por dos motores diésel sobrealimentados Germaniawerft F46 de cuatro tiempos y seis cilindros que producían un total de 2800 a 3200 caballos de fuerza métricos (2060 a 2350 kW; 2760 a 3160 shp) para uso en superficie, dos AEG GU 460/8– 27 motores eléctricos de doble efecto que producen un total de 750 caballos de fuerza métricos (550 kW; 740 shp) para usar mientras está sumergido. Tenía dos ejes y dos hélices de 1,23 m (4 pies ) . El barco era capaz de operar a profundidades de hasta 230 metros (750 pies).
El submarino tenía una velocidad máxima en superficie de 17,7 nudos (32,8 km/h) y una velocidad máxima sumergida de 7,6 nudos (14,1 km/h).  Cuando estaba sumergido, la nave podía operar durante 80 millas náuticas (150 km) a 4 nudos (7,4 km/h); cuando salió a la superficie, podría viajar 8.500 millas náuticas (15.700 km) a 10 nudos (19 km / h). El U-228 estaba equipado con cinco tubos de torpedos de 53,3 cm (21 pulgadas) (cuatro instalados en la proa y uno en la popa), catorce torpedos , un cañón naval SK C / 35 de 8,8 cm (3,46 pulgadas) , 220 rondas y un arma antiaérea. El barco tenía una dotación de entre 44 y 60.

## Historial de servicio

### Primera patrulla
El U-229 partió de Kiel el 20 de febrero de 1943. Cruzó el Mar del Norte, pasó por la brecha entre Islandia y las Islas Feroe y entró en el Océano Atlántico.
El submarino hundió al carguero británico Nailsea Court, parte del convoy SC 121, el 10 de marzo de 1943 al sureste de Cape Farewell, Groenlandia . En el mismo ataque dañó al carguero británico Coulmore, que permaneció a flote pero fue abandonado por su tripulación debido a los daños considerables infligidos por el submarino.
Luego hundió el barco sueco Vaalaren cerca a la misma locación el 5 de abril. No hubo supervivientes.
El U-229 llegó a la comuna francesa de St Nazaire el 17 de abril.

### Segunda patrulla
La segunda incursión del barco comenzó con su salida de St Nazaire el 11 de mayo de 1943. El día 17, al oeste del Golfo de Vizcaya, fue atacado por un hidroavión Catalina del Escuadrón N° 190 de la RAF. El daño infligido fue tal que se vio obligado a regresar a Francia, llegando a Burdeos el 7 de junio.

### Tercera patrulla
Tras trasladarse desde Burdeos hasta La Pallice a principios de agosto de 1943, el barco partió tras hacer reparaciones el día 31 de agosto.

### Hundimiento
Fue hundido el 22 de septiembre de 1943 al sureste de Cape Farewell, Groenlandia en las coordenadas 54°36′N 36°25′O / 54.600, -36.417

### Manadas de lobos
El U-229 participó en cuatro manadas de lobos, a saber:
- Neuland (4 - 6 de marzo de 1943)
- Ostmark (6 - 11 de marzo de 1943)
- Stürmer (11 - 16 de marzo de 1943)
- Leuthen (15 - 23 de septiembre de 1943)

## Resumen de la historia de las incursiones
| Fecha               | Nombre        | Nacionalidad | Tonelaje ( TRB ) | destino |
| ------------------- | ------------- | ------------ | ---------------- | ------- |
| 10 de marzo de 1943 | Coulmore      | Reino Unido  | 3,670            | Dañado  |
| 10 de marzo de 1943 | Nailsea Court | Reino Unido  | 4,946            | Hundido |
| 5 de abril de 1943  | Vaalaren      | Suecia       | 3,406            | Hundido |